# R3000
Az R3000 egy a MIPS Computer Systems által kifejlesztett 32 bites mikroprocesszor chipkészlet, amely a MIPS I utasításkészlet-architektúrát (ISA) valósítja meg. 1988 júniusi megjelenésekor az R2000 után ez volt a második megvalósult MIPS termék; voltaképpen az R2000-es továbbfejlesztett változata. A processzornak 20, 25 és 33,33 MHz-es órajellel működő változatai voltak.

## Áttekintés
Az R3000 az R2000 továbbfejlesztése. Az utasításkészlet nem változott, az órajelet növelték, és néhány kisebb változás történt, pl. nagyobb TLB (translation lookaside buffer) került a processzorba és gyorsabb busz a külső cache-ekhez. Az R3000 chip 115 000 tranzisztort tartalmazott 56 mm² felületen. Mivel a MIPS gyártókapacitás nélküli (fabless) cég volt, az R3000-est partnercégek gyártották, mint az Integrated Device Technology (IDT), LSI Logic, NEC Corporation, Performance Semiconductor stb. Gyártási technológia: 1,2 µm-es CMOS folyamat, kétrétegű alumínium összekapcsolással (fémezéssel).

## Felhasználás
Az R3000 nagy sikereket ért el, több cég használta munkaállomásokban és kiszolgálókban. Néhány felhasználó:
- Ardent Computer
- Digital Equipment Corporation (DEC) a DECstation munkaállomásaiban és multiprocesszoros DECsystem servereiben,
- MIPS Computer Systems – MIPS RISC/os Unix munkaállomásaiban és servereiben,
- Prime Computer
- Pyramid Technology
- Seiko Epson
- Silicon Graphics – a Professional IRIS, Personal IRIS és Indigo munkaállomásokban, valamint a multiprocesszoros Power Series vizualizációs rendszerekben,
- Sony – PlayStation és PlayStation 2 videójáték-konzolokban és NEWS munkaállomásokban,
- Tandem Computers – NonStop Cyclone/R és CLX/R hibatűrő serverekben,
- Whitechapel Workstations – Hitech-20 munkaállomásában

Az R3000-et csúcskategóriájú beágyazott processzorként is alkalmazták, és mikor a nagy teljesítményű rendszerekben elavulttá vált, alacsony költségű beágyazott processzorként használták tovább. Az LSI Logic és más cégek is fejlesztettek R3000-származékokat, kifejezetten a beágyazott rendszerekhez.

### R3000 származékok nem-beágyazott alkalmazásokhoz

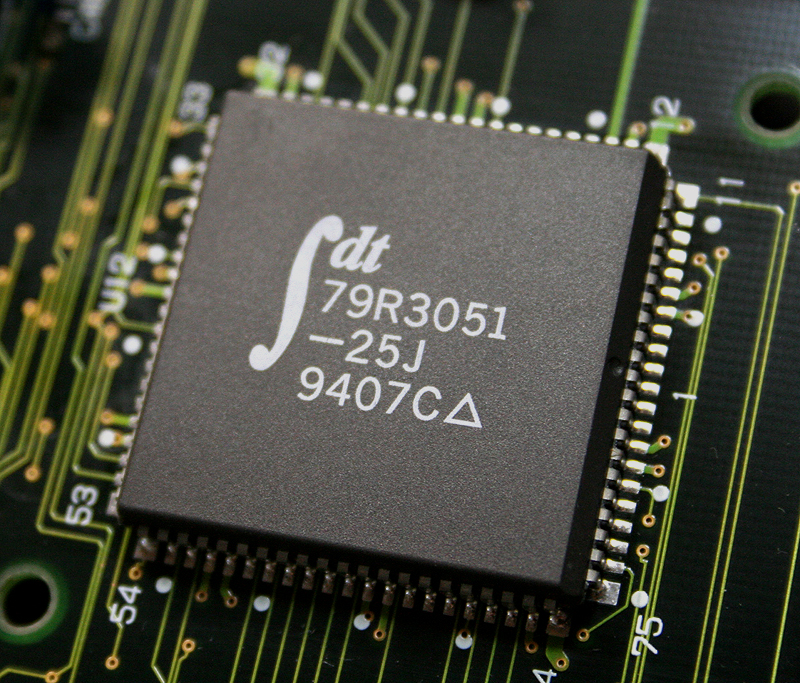
IDT79R3051 RISController, R3000A magot tartalmazó processzor

- R3000A – A MIPS 1989-es továbbfejlesztése. Ez a processzor magasabb órajellel működött: 20, 25, 33,33 és 40 MHz.
- PR3400 – A Performance Semiconductor fejlesztése, 1991 májusában jelent meg, 25, 33 és 40 MHz-es órajeleken működött. Ez a Performance Semiconductor PR3000A és PR3010A processzorainak egychipes integrált változata.

### Beágyazott alkalmazásokhoz fejlesztett változatok
- PR31700 – 75 MHz órajellel működő mikrovezérlő, a Philips Semiconductors gyártmánya. 0,35 μm-es technológiával készült, 208-pines LQFP tokozásban. Fogyasztása 3,3 W, disszipációja 0,35 W.
- RISController – Alsó kategóriás mikrokontroller-sorozat az IDT-től. Ismertebb modellek: R3041, R3051,[2] R3052, R3081.
- TX3900 – Toshiba mikrovezérlő.

### RH-32
Az RH-32 egy sugárzástűrő 32 bites MIPS R3000 alapú mikroprocesszor csipkészlet volt, amelyet az USAF Rome Laboratories fejlesztett ki a Ballistic Missile Defense Agency számára (Ballisztikus Rakéta Védelmi Ügynökség) az 1990-es évek elején, és a Honeywell (később TRW) gyártott repülési és űrhajózási alkalmazásokhoz. A csipkészlettel felépített processzor teljesítménye 20 MIPS. A készletet három csip alkotja, amely központi feldolgozó egységből, lebegőpontos egységből és gyorsítótár-memóriából áll.

## Magyarországi felhasználás
A KFKI Mérés- és Számítástechnikai Kutatóintézetében 1989-ben kezdődött egy többprocesszoros számítógép tervezése és kifejlesztése, amelynek eredményeképpen 1991-1992-re elkészült a TPA XP-1 jelű számítógép. Ez a gép 2-16 db MIPS R3000-es processzort és ugyanannyi R3010-es lebegőpontos koprocesszort tartalmazhatott, órajele 25 MHz, 128 kbyte gyorsítótárral rendelkezett, memóriája 64 MB-től 1 GB-ig terjedhetett, 1-4 VME buszt tartalmazhatott. A gép teljesítménye 20-230 MIPS (16-256 VUPs), lebegőpontos teljesítménye 10-160 MFLOPS volt. A gép operációs rendszere az AT&T UNIX V.4-nek a multiprocesszoros környezetre adaptált változata volt. A gép sorozatgyártásba nem került. Egy négyprocesszoros konfiguráció ára körülbelül 12 millió forint lehetett, 1991-ben.